# Tennistoernooi van Dubai 2007
|                                        |  |                                      |
| Justine Henin, winnares bij de vrouwen |  | Roger Federer, winnaar bij de mannen |

Het tennistoernooi van Dubai van 2007 werd van 19 februari tot en met 3 maart 2007 gespeeld op de hardcourt-buitenbanen van het Aviation Club Tennis Centre in Dubai, de hoofdstad van het gelijknamige emiraat in de Verenigde Arabische Emiraten. De officiële naam van het toernooi was Dubai Duty Free Women's Open voor de vrouwen – voor de mannen werd The Dubai Tennis Championships gehanteerd.
Het toernooi bestond uit twee delen:
- WTA-toernooi van Dubai 2007, het toernooi voor de vrouwen, van 19 tot en met 24 februari 2007
- ATP-toernooi van Dubai 2007, het toernooi voor de mannen, van 26 februari tot en met 3 maart 2007

ATP-toernooi van Dubai – WTA-toernooi van Dubai

2001 · 2002 · 2003 · 2004 · 2005 · 2006 · 2007 · 2008 · 2009 · 2010 · 2011 · 2012 · 2013 · 2014 · 2015 · 2016 · 2017 · 2018 · 2019 · 2020 · 2021 · 2022 · 2023 · 2024 · 2025